# Saison 1 de Nina
Chronologie
Saison 2
Cet article présente le guide des épisodes de la première saison de la série télévisée française Nina.

## Résumé
Nina commence en tant que stagiaire dans l’hôpital où son ex-mari Costa travaille, c’est compliqué entre eux deux et Nina est perdue. Elle rencontre un homme, un psychiatre... 

## Distribution

### Acteurs principaux
- Annelise Hesme : Nina Auber, infirmière stagiaire
- Thomas Jouannet : Dr Costa Antonakis, chef du service de médecine interne, ex-mari de Nina
- Léa Lopez : Lily Antonakis
- Nina Mélo : Leonnie « Leo » Bonheur, infirmière
- Grégoire Bonnet : Dr Samuel Proust, médecin interniste
- Alexia Barlier : Dr Hélène Maurier, pédiatre, compagne du Dr Antonakis
- Marie Vincent : Nadine Leroy, infirmière en chef du service
- Stéphane Fourreau : Pascal N'Guyen, directeur de l'hôpital
- Farid Elouardi : Dr Djalil Bensaïd, chef du service de psychiatrie
- Alix Bénézech : Dorothée Ariès, élève infirmière
- Clément Moreau : Dr Kévin Heurtaud, interne
- Véronique Viel : Maud, la radiologue

## Épisodes

### Épisode 1: La Rentrée
- Belgique : 1er février 2015 sur La Une
- France : 17 juin 2015 sur France 2

- Camille Claris : Chloé
- Nathanaël Spender : Yourgos
- Malamatenia Gkotsi : Mère de Yourgos

### Épisode 2: Pour le meilleur et pour le pire
- Belgique : 1er février 2015 sur La Une
- France : 17 juin 2015 sur France 2

- Alexandre Varga : Dr Delacroix
- Sophie de La Rochefoucauld : Marion Barzigues
- Philippe Du Janerand : Édouard Barzigues

### Épisode 3: Bleus au cœur
- Belgique : 8 février 2015 sur La Une
- France : 24 juin 2015 sur France 2

- Françoise Michaud : Miranda, femme de ménage d'Antoine
- Clara Guipont : Noémie
- Nicolas Gob : Tomer

### Épisode 4: À son image
- Belgique : 8 février 2015 sur La Une
- France : 24 juin 2015 sur France 2

- Isabelle Petit-Jacques : Annabelle
- Anna Ka : Louise

### Épisode 5: Sortie de route
- Belgique : 15 février 2015 sur La Une
- France : 1er juillet 2015 sur France 2

- Arièle Semenoff : Marie
- Pascal Elso : Pierre Bouysset
- Emma Colberti : Caroline
- Guillaume Carcaud : Aymeric, le fils de Marie
- Renaud Roussel : Aurélien, le mari de Caroline

### Épisode 6: Qui trop embrasse
- Belgique : 15 février 2015 sur La Une
- France : 1er juillet 2015 sur France 2

- Lubna Gourion : Stella
- Thomas Silberstein : Baptiste
- Samir Guesmi : Ali
- Éric Savin : Thierry

### Épisode 7: Solitudes
- Belgique : 22 février 2015 sur La Une
- France : 8 juillet 2015 sur France 2

- Maryne Bertieaux : Marilou
- Jérôme Anger : Bernard
- Nathalie Besançon : Sophia

### Épisode 8: La dernière épreuve
- Belgique : 22 février 2015 sur La Une
- France : 8 juillet 2015 sur France 2

- Anne Caillon : Kia
- Julie de Bona : Juliette

## Audience en France
Le lancement de la série attire en moyenne 3,67 millions de téléspectateurs, en France, soit 16,1 % de part d'audience, se plaçant ainsi deuxième des programmes de la soirée derrière Les Experts sur TF1, avec 920 000 téléspectateurs de différence sur le premier épisode. Le deuxième épisode réduit l'écart des deux série à 320 000 téléspectateurs,.
La première saison de la série affiche un bon bilan avec une audience consolidée moyenne (y compris consommation différée) de 3,7 millions de téléspectateurs (16,3 % de part d'audience) pour les 8 épisodes de la saison 1.
| Épisodes | Diffusion        | Téléspectateurs | Parts de marché (sur les 4 ans et plus) | Classement des audiences de la soirée | Référence |
| -------- | ---------------- | --------------- | --------------------------------------- | ------------------------------------- | --------- |
| 1        | 17 juin 2015     | 3 670 000       | 16,1 %                                  | 2e                                    | [ 3 ]     |
| 2        | 17 juin 2015     | 3 420 000       | 15,6 %                                  | 2e                                    | [ 3 ]     |
| 3        | 24 juin 2015     | 3 300 000       | 14,2 %                                  | 3e                                    | [ 4 ]     |
| 4        | 24 juin 2015     | 3 250 000       | 14,5 %                                  | 3e                                    | [ 4 ]     |
| 5        | 1er juillet 2015 | 3 400 000       | 15,5 %                                  | 2e                                    | [ 5 ]     |
| 6        | 1er juillet 2015 | 3 400 000       | 15,8 %                                  | 2e                                    | [ 5 ]     |
| 7        | 8 juillet 2015   | 3 290 000       | 15 %                                    | 2e                                    |           |
| 8        | 8 juillet 2015   | 3 270 000       | 15,5 %                                  | 2e                                    |           |

Légende :
- plus hauts chiffres d'audiences
- plus bas chiffres d'audiences